# Etxauri
Etxauri è un comune spagnolo di 437 abitanti situato nella comunità autonoma della Navarra.

## Sito d'arrampicata
Vicino al paese c'è un importante sito d'arrampicata che offre circa 800 vie verticali e strapiombanti su roccia di calcare.

### Le vie
Le vie più difficili:
- 9a/5.14d:
  - Faxismoaren txontxogiloak - 22 dicembre 2007 - Patxi Usobiaga
  - Begi puntuan - 1º dicembre 2006 - Patxi Usobiaga[1]
- 8c+/5.14c:
  - Bizi Euskaraz - 11 dicembre 2007 - Patxi Usobiaga[2]
  - Kidetasunaren balio erantzia - 23 novembre 2007 - Patxi Usobiaga
  - Kapitalismoaren txerria - 13 maggio 2006 - Patxi Usobiaga